# 塞里斯 (塞纳-马恩省)
塞里斯（法語：Serris，法語發音：[sɛʁis] ⓘ）是法国法兰西岛大区塞纳-马恩省一个市镇，位于该省中北部，属于托尔西区。

## 地理
塞里斯（48°51'23"N, 2°47'10"E）面积5.65 平方千米，位于法国法蘭西島大區塞纳-马恩省的中北部，巴黎迪士尼乐园以南，属于欧洲谷城市圈。
与塞里斯接壤的市镇（或旧市镇、城区）包括：巴伊-罗曼维利耶、谢西、库夫赖、若西尼、马尼勒翁格尔、蒙泰夫兰、圣但尼新城。
塞里斯的时区为UTC+01:00、UTC+02:00（夏令时）。

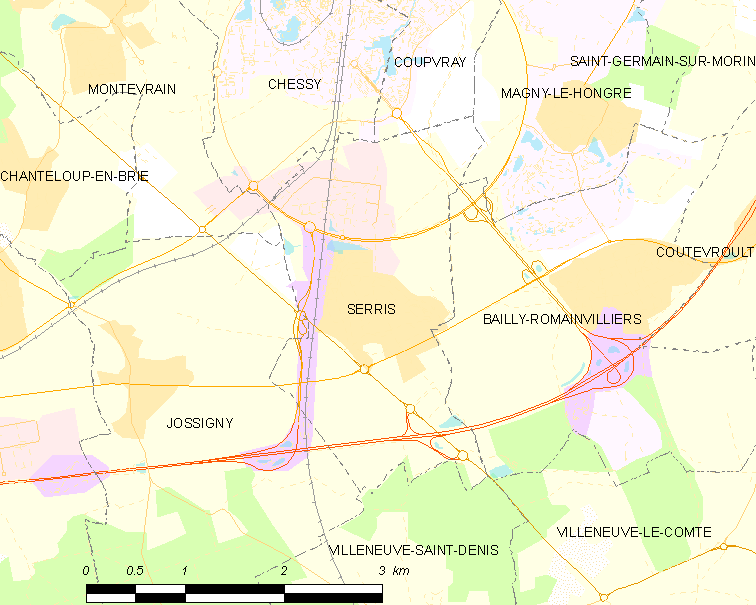
塞里斯的OSM定位图

## 行政
塞里斯的邮政编码为77700，INSEE市镇编码为77449。

## 政治
塞里斯所属的省级选区为塞里斯县。现任塞里斯市长为菲利普·德克鲁埃（Philippe Descrouet）先生。

## 交通
法国高速铁路互联东线经过塞里斯西部但并未设站。

## 人口

1962-2008年间塞里斯人口变化图示

塞里斯于2022年1月1日时的人口数量为9988人。